# تپه گورستان و سردابه ماروسک
تپه قبرستان و سردابه ماروسک مربوط به دوره قاجار تا سدهٔ ۸ ه‍.ق است و در شهرستان نیشابور، بخش سرولایت، روستای ماروسک واقع شده و این اثر در تاریخ ۱۰ دی ۱۳۸۱ با شمارهٔ ثبت ۶۷۴۱ به‌عنوان یکی از آثار ملی ایران به ثبت رسیده است.